# Calamus seriatus
Calamus seriatus är en enhjärtbladig växtart som beskrevs av Andrew James Henderson och N.Q.Dung. Calamus seriatus ingår i släktet Calamus och familjen Arecaceae. Inga underarter finns listade i Catalogue of Life.